# Medaille Leninaufgebot der FDJ

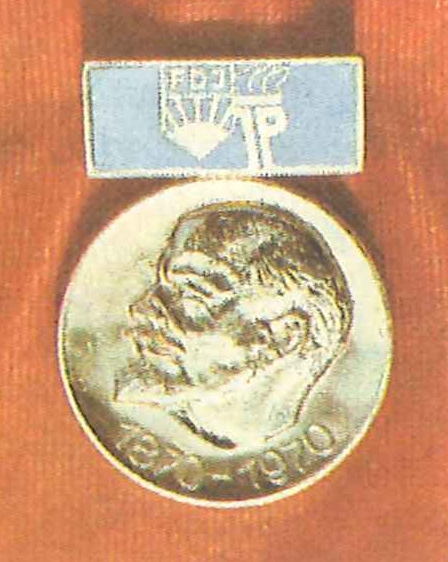
Medaille Leninaufgebot der FDJ.

Die Medaille Leninaufgebot der FDJ war in der Deutschen Demokratischen Republik (DDR) eine nichtstaatliche Auszeichnung der Freien Deutschen Jugend (FDJ), welche anlässlich des 100. Geburtstages von Lenin sowie des 25. Jahrestages der Befreiung vom Faschismus am 14. Oktober 1969 in einer Stufe gestiftet und 1970 an die FDJler des Festivalaufgebotes verliehen wurde. Das Leninaufgebot selbst dauerte von Oktober 1969 bis Sommer 1970 an.

## Aussehen und Trageweise
Die silber gehaltene Medaille zeigt auf ihrem Avers mittig das links blickende Bildnis Lenins sowie die Umschrift der hundertjährigen Wiederkehr seines Geburtsjahres 1870–1970. Getragen wurde die Medaille an einer blau emaillierten silbergerahmten Spange mit den silbernen Symbolen der FDJ sowie der Jungpionierorganisation.